# Іммігрант (фільм, 1915)
«Іммігрант» (англ. The Immigrant) — американська драма режисера Джорджа Мелфорда 1915 року.

## У ролях
- Валеска Суратт — Маша
- Томас Міган — Девід Гардінг
- Теодор Робертс — Дж. Дж. Волтон
- Джейн Вульф — Ольга
- Гел Клементс — Джон
- Ернест Джой — партнер Волтона
- Дін — секретар Волтона
- місіс Льюїс Маккорд — стюардеса
- Боб Флемінг — офіцер на борту